# 畢打山

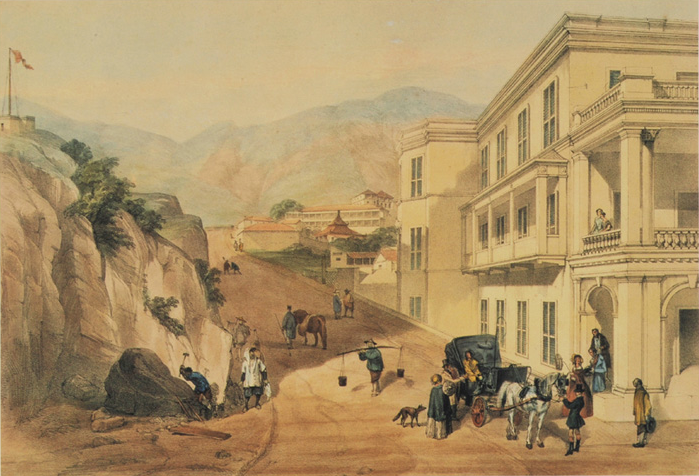
1846年11月29日從郵政局所見的中環雲咸街景象，左方豎有旗竿屬畢打山上的船政署

畢打山是香港島中環曾經存在的一座山崗，位於雲咸街、己連拿利、下亞厘畢道和德己立街之間的高處。香港開埠後，首任船政官及海事裁判司威廉·畢打（William Pedder）上尉在此山坡上建築了一座平房作為官邸，並同時用作船政廳的辦公室。

## 鄰近
- 己連拿利：在1841年，首任「管理長官」義律，即是港督命名為義律谷，之後義律失勢，山谷改名為己連拿利，中文稱為鐵崗。
- 藝穗會：在1890年，牛奶公司在此設置凍倉，又於1913年擴建。

## 外部連結
- 文匯報：畢打山
- 香港歷史：中環畢打山 （页面存档备份，存于）